# Yang-Mills-Higgs-Gleichungen
Die Yang-Mills-Higgs-Gleichungen sind im mathematischen Teilgebieten der Differentialgeometrie und insbesondere der Yang-Mills-Theorie auftauchende nichtlineare partielle Differentialgleichungen für Zusammenhänge auf einem Hauptfaserbündel und Schnitte in ihrem adjungierten Vektorbündel. Über dreidimensionalen Mannigfaltigkeiten bestehen Verbindungen zur Bogomolny-Gleichung, wozu insbesondere die BPS-Grenze gehört. Über dreidimensionalen Calabi-Yau-Mannigfaltigkeiten ist diese nötig für die Definition der Gopakumar-Vafa-Invarianten in der Stringtheorie. Benannt sind die Gleichungen nach Chen-Ning Yang und Robert Mills, welche die als Spezialfall enthaltenen Yang-Mills-Gleichungen im Jahr 1954 erstmals aufgestellt haben, sowie Peter Higgs, welcher im Jahr 1964 das die Zusatzterme beschreibende Higgs-Feld postuliert hat.

## Formulierung

### Mathematische Notation
Sei {\displaystyle G} eine Lie-Gruppe mit Lie-Algebra {\displaystyle {\mathfrak {g}}} und {\displaystyle E\twoheadrightarrow B} ein {\displaystyle G}-Hauptfaserbündel, wobei {\displaystyle B} eine orientierbare Riemannsche Mannigfaltigkeit mit Metrik {\displaystyle g} und Volumenform {\displaystyle \operatorname {vol} _{g}} ist. Sei {\displaystyle \operatorname {Ad} (E):=E\times _{G}{\mathfrak {g}}\twoheadrightarrow B} das adjungierte Vektorbündel. Sei {\displaystyle A\in \Omega _{\operatorname {Ad} }^{1}(E,{\mathfrak {g}})\cong \Omega ^{1}(B,\operatorname {Ad} (E))} ein Zusammenhang und {\displaystyle F_{A}:=\mathrm {d} A+{\frac {1}{2}}[A\wedge A]\in \Omega _{\operatorname {Ad} }^{2}(E,{\mathfrak {g}})\cong \Omega ^{2}(B,\operatorname {Ad} (E))} dessen Krümmungsform sowie {\displaystyle \Phi \in \Omega _{\operatorname {Ad} }^{0}(E,{\mathfrak {g}})\cong \Omega ^{0}(B,\operatorname {Ad} (E))\cong \Gamma ^{\infty }(B,\operatorname {Ad} (E))} ein glatter Schnitt. Für diese sind die Yang-Mills-Higgs-Gleichungen gegeben durch:
{\displaystyle \mathrm {d} _{A}\star F_{A}+\star [\Phi ,\mathrm {d} _{A}\Phi ]=0;}
{\displaystyle \mathrm {d} _{A}\star \mathrm {d} _{A}\Phi =0.}
Darüber hinaus gelten die Bianchi-Identitäten:
{\displaystyle \mathrm {d} _{A}F_{A}=0}
{\displaystyle \mathrm {d} _{A}\mathrm {d} _{A}\Phi +[\Phi ,F_{A}]=0}
Zudem soll das Higgs-Feld im Unendlichen verschwinden:
{\displaystyle \lim _{|x|\to \infty }|\Phi (x)|=0.}
Eine Lösung {\displaystyle (A,\Phi )} der Yang-Mills-Higgs-Gleichungen wird Yang-Mills-Higgs-Paar genannt.
Mit {\displaystyle \star ^{2}=(-1)^{k(n-k)}} und {\displaystyle \delta _{A}=(-1)^{n(k+1)+1}\star \mathrm {d} _{A}\star } bei Anwendung auf {\displaystyle k}-Formen lässt sich die erste Yang-Mills-Higgs-Gleichung auch umschreiben zu:
{\displaystyle \delta _{A}F_{A}+[\Phi ,\mathrm {d} _{A}\Phi ]=0.}
Zudem lässt sich die zweite Yang-Mills-Higgs-Gleichung umschreiben zu:
{\displaystyle \delta _{A}\mathrm {d} _{A}\Phi =0.}

### Physikalische Notation
In der Physik werden die Yang-Mills-Higgs-Gleichungen bevorzugt in lokalen Koordinaten angegeben. Griechische Indizes stehen dabei für die Koordinaten der zugrundeliegenden Mannigfaltigkeit, welche in der Physik die Raumzeit darstellt, und lateinische Indizes stehen für die Koeffizienten bezüglich einer Basis {\displaystyle T_{a}} der Lie-Algebra. (Etwa den Pauli-Matrizen für {\displaystyle {\mathfrak {g}}={\mathfrak {su}}(2)} oder den Gell-Mann-Matrizen für {\displaystyle {\mathfrak {g}}={\mathfrak {su}}(3)}.) Es ist:
{\displaystyle \Phi =\Phi ^{a}T_{a};}
{\displaystyle A=A_{\mu }\mathrm {d} x^{\mu }=A_{\mu }^{a}T_{a}\mathrm {d} x^{\mu };}
{\displaystyle F=F_{\mu \nu }\mathrm {d} x^{\mu }\wedge \mathrm {d} x^{\nu }=F_{\mu \nu }^{a}T_{a}\mathrm {d} x^{\mu }\wedge \mathrm {d} x^{\nu }.}
Die Definition der Krümmungsform wird nun zu:
{\displaystyle F_{\mu \nu }^{a}=\partial _{\mu }A_{\nu }^{a}-\partial _{\nu }A_{\mu }^{a}+f_{bc}^{a}A_{\mu }^{b}A_{\nu }^{c}.}
Die Yang-Mills-Higgs-Gleichungen werden zu:
{\displaystyle \partial ^{\mu }F_{\mu \nu }^{a}+f_{bc}^{a}A^{\mu b}F_{\mu \nu }^{c}+f_{bc}^{a}\Phi ^{b}(\partial _{\nu }\Phi ^{c}+f_{de}^{c}A_{\nu }^{d}\Phi ^{e})=0;}
{\displaystyle f_{bc}^{a}\Phi ^{b}(\partial _{\nu }\Phi ^{c}+f_{de}^{c}A_{\nu }^{d}\Phi ^{e})=0.}
Dabei wird bei allen Gleichungen die Einsteinsche Summenkonvention verwendet, bei welcher über Indizes, die sowohl kovariant (unten) als auch kontravariant (oben) vorkommen, summiert wird, wobei das Summenzeichen jedoch zur Vereinfachung weggelassen wird.

## Herleitung
Hergeleitet werden können die Yang-Mills-Higgs-Gleichungen aus der Yang-Mills-Higgs-Wirkung:
{\displaystyle \operatorname {YMH} \colon \Omega ^{1}(B,\operatorname {Ad} (E))\times \Gamma ^{\infty }(B,\operatorname {Ad} (E))\rightarrow \mathbb {R} ,\operatorname {YMH} (A,\Phi ):=\int _{B}\|F_{A}\|^{2}+\|\mathrm {d} _{A}\Phi \|^{2}\mathrm {d} \operatorname {vol} _{g}.}
Yang-Mills-Higgs-Paare sind genau ihre kritischen Punkte, also lokale Extrema einer Variation, wozu lokale Minima, Sattelpunkte und lokale Maxima gehören. Mathematisch ausgedrückt ist also {\displaystyle (A,\Phi )} ein Yang-Mills-Higgs-Paar, wenn für alle glatten Wege {\displaystyle \alpha \colon (-\varepsilon ,\varepsilon )\rightarrow \Omega ^{1}(B,\operatorname {Ad} (E))} mit {\displaystyle \alpha (0)=A} und {\displaystyle \varphi \colon (-\varepsilon ,\varepsilon )\rightarrow \Gamma ^{\infty }(B,\operatorname {Ad} (E))} und {\displaystyle \varphi (0)=\Phi } die Bedingung:
{\displaystyle {\frac {\mathrm {d} }{\mathrm {d} t}}\operatorname {YMH} (\alpha (t),\varphi (t))\vert _{t=0}=0}
erfüllt ist.

## Abelsche Yang-Mills-Higgs-Gleichungen
Die abelschen Yang-Mills-Higgs-Gleichungen (oder abelsche YMH-Gleichungen) sind der Spezialfall der Yang-Mills-Higgs-Gleichungen für eine abelsche Lie-Gruppe {\displaystyle G} und entsprechend für eine abelsche Lie-Algebra {\displaystyle {\mathfrak {g}}}, für welche alle Lie-Klammern verschwinden. Daher fällt der zweite Term in der kovarianten Ableitung {\displaystyle \mathrm {d} _{A}=\mathrm {d} +[A\wedge -]} heraus und diese wird einfach zur Cartan-Ableitung {\displaystyle \mathrm {d} }. (Ebenso fällt die adjungierte kovariante Ableitung {\displaystyle \delta _{A}=\pm \star \mathrm {d} _{A}\star } zur adjungierten Cartan-Ableitung {\displaystyle \delta =\pm \star \mathrm {d} \star }zurück.) Zudem verschwindet der zweite Term in den ersten Yang-Mills-Higgs-Gleichungen direkt. Dadurch fallen die abelschen Yang-Mills-Higgs-Gleichungen auf die abelschen Yang-Mills-Gleichungen sowie eine verallgemeinerte Laplace-Gleichung zurück:
{\displaystyle \mathrm {d} \star \mathrm {d} A=0;}
{\displaystyle \mathrm {d} \star \mathrm {d} \Phi =0.}

### U(1)-Yang-Mills-Higgs-Gleichungen auf R²
Die ersten {\displaystyle \operatorname {U} (1)}-Yang-Mills-Higgs-Gleichungen auf {\displaystyle \mathbb {R} ^{2}} sind einfach die {\displaystyle \operatorname {U} (1)}-Yang-Mills-Gleichungen auf {\displaystyle \mathbb {R} ^{2}}.
{\displaystyle \mathrm {d} \Phi =\partial _{x}\Phi \mathrm {d} x+\partial _{y}\Phi \mathrm {d} y}
{\displaystyle \star \mathrm {d} \Phi =\partial _{x}\Phi \mathrm {d} y-\partial _{y}\Phi \mathrm {d} x}
{\displaystyle \mathrm {d} \star \mathrm {d} \Phi =\partial _{x}^{2}\Phi \mathrm {d} x\wedge \mathrm {d} y-\partial _{y}^{2}\Phi \mathrm {d} y\wedge \mathrm {d} x=(\partial _{x}^{2}+\partial _{y}^{2})\Phi \mathrm {d} x\wedge \mathrm {d} y}
Dadurch werden die zweiten {\displaystyle \operatorname {U} (1)}-Yang-Mills-Higgs-Gleichungen auf {\displaystyle \mathbb {R} ^{2}} einfach zur zweidimensionalen Laplace-Gleichung:
{\displaystyle \Delta \Phi =(\partial _{x}^{2}+\partial _{y}^{2})\Phi =0.}

### U(1)-Yang-Mills-Higgs-Gleichungen auf R³
Die ersten {\displaystyle \operatorname {U} (1)}-Yang-Mills-Higgs-Gleichungen auf {\displaystyle \mathbb {R} ^{3}} sind einfach die {\displaystyle \operatorname {U} (1)}-Yang-Mills-Gleichungen auf {\displaystyle \mathbb {R} ^{3}}.
{\displaystyle \mathrm {d} \Phi =\partial _{x}\Phi \mathrm {d} x+\partial _{y}\Phi \mathrm {d} y+\partial _{z}\Phi \mathrm {d} z}
{\displaystyle \star \mathrm {d} \Phi =\partial _{x}\Phi \mathrm {d} y\wedge \mathrm {d} z+\partial _{y}\Phi \mathrm {d} z\wedge \mathrm {d} x+\partial _{z}\Phi \mathrm {d} x\wedge \mathrm {d} y}
{\displaystyle \mathrm {d} \star \mathrm {d} \Phi =\partial _{x}^{2}\Phi \mathrm {d} x\wedge \mathrm {d} y\wedge \mathrm {d} z+\partial _{y}^{2}\Phi \mathrm {d} y\wedge \mathrm {d} z\wedge \mathrm {d} x+\partial _{z}^{2}\Phi \mathrm {d} z\wedge \mathrm {d} x\wedge \mathrm {d} y=(\partial _{x}^{2}+\partial _{y}^{2}+\partial _{z}^{2})\Phi \mathrm {d} x\wedge \mathrm {d} y\wedge \mathrm {d} z}
Dadurch werden die zweiten {\displaystyle \operatorname {U} (1)}-Yang-Mills-Higgs-Gleichungen auf {\displaystyle \mathbb {R} ^{2}} einfach zur dreidimensionalen Laplace-Gleichung:
{\displaystyle \Delta \Phi =(\partial _{x}^{2}+\partial _{y}^{2}+\partial _{z}^{2})\Phi =0.}

## Verbindung zu verallgemeinerten Laplace-Gleichungen
Das Cartan-Differential {\displaystyle \mathrm {d} }, welches den Grad einer Differentialform um eins erhöht, sowie dessen adjungiertes Kodifferntial {\displaystyle \delta }, welches den Grad einer Differentialform um eins verringert, können zur Definition eines verallgemeinerten Laplace-Operators {\displaystyle \Delta =\delta \mathrm {d} +\mathrm {d} \delta } verwendet werden. Dies ist ebenfalls für Lie-Algebrenwertige Differentialformen möglich durch:
{\displaystyle \Delta _{A}:=\delta _{A}\mathrm {d} _{A}+\mathrm {d} _{A}\delta _{A}\colon \Omega ^{k}(B,\operatorname {Ad} (E))\rightarrow \Omega ^{k}(B,\operatorname {Ad} (E)).}
Während jedoch {\displaystyle \mathrm {d} ^{2}=0}, ist {\displaystyle \mathrm {d} _{A}^{2}=[F_{A}\wedge -]\neq 0} (wie etwa oben bei der zweiten Bianchi-Identität für {\displaystyle \Phi } bereits gesehen), weshalb sich etwa die De-Rham-Kohomologie oder die Hodge-Zerlegung nicht einfach analog übertragen lassen.
Eine Kombination der Bianchi-Identität {\displaystyle \mathrm {d} _{A}F_{A}=0} und den Yang-Mills-Gleichungen {\displaystyle \delta _{A}F_{A}=-[\Phi ,\mathrm {d} _{A}\Phi ]} impliziert direkt:
{\displaystyle \Delta _{A}F_{A}=-\mathrm {d} _{A}[\Phi ,\mathrm {d} _{A}\Phi ].}
Eine Kombination der trivial gültigen Identität {\displaystyle \delta _{A}\Phi =0} (da {\displaystyle \Phi } eine 0-Form ist, deren Grad nicht weiter gesenkt werden kann) und den zweiten Yang-Mills-Higgs -Gleichungen {\displaystyle \delta _{A}\mathrm {d} _{A}\Phi =0} impliziert direkt:
{\displaystyle \Delta _{A}\Phi =0.}